# 胥己
胥己（?—?），战国初期晋国赵氏大臣。
胥己是中牟县的士人，品行好，学识渊博。赵襄子当政之时，以王登任中牟县县令。王登上计时，向赵襄子推荐胥己和中章。赵襄子让他们当中大夫。赵襄子的家相认为耳闻未见、没有功劳就，而任命高位，不符合晋国的成法。赵襄子认为自己亲自考察王登，于是就不再询问王登考察的人才，而让胥己当了中大夫。赵襄子不需做其他，只是任用人，那么贤人就尽力为他服务了。